# اوخست‌خیست
اوخست‌خیست (به هلندی: Oegstgeest) شهری است در استان هلند جنوبی در کشور هلند.
شهر اوخست‌خیست ۲۲٫۷۵۳ نفر جمعیت دارد و متصل به شهر لیدن است. مساحت شهر اوخست‌خیست ۷٬۷۵ کیلومتر مربع است.
اوخست‌خیست یکی از نخستین سکونتگاه‌های انسانی در امتداد ساحل دریای شمال در هلند بود. شواهدی از وجود یک سکونتگاه باتاویایی مربوط به سده دوم میلادی در سال ۱۹۴۶ کشف شد که در امتداد تپه شنی ساحلی «الخیسترپُلدر» قرار داشت. آشکار نیست که سکونت در این مکان در سده‌های بعدی هم‌چنان ادامه داشته یا خیر.